# غريس مور
غريس مور (بالإنجليزية: Grace Moore)‏ (و. 1898 – 1947 م) هي مغنية، وممثلة، ومغنية أوبرا، وموسيقية، وممثلة أفلام، من الولايات المتحدة الأمريكية، ولدت في تينيسي، توفيت في كوبنهاغن، عن عمر يناهز 49 عاماً.

## وصلات خارجية
- غريس مور على موقع IMDb (الإنجليزية)
- غريس مور على موقع الموسوعة البريطانية (الإنجليزية)
- غريس مور على موقع روتن توميتوز (الإنجليزية)
- غريس مور على موقع ألو سيني (الفرنسية)
- غريس مور على موقع ميوزك برينز (الإنجليزية)
- غريس مور على موقع تيرنر كلاسيك موفيز (الإنجليزية)
- غريس مور على موقع أول موفي (الإنجليزية)
- غريس مور على موقع قاعدة بيانات برودواي على الإنترنت (الإنجليزية)
- غريس مور على موقع قاعدة بيانات الأفلام السويدية (السويدية)
- غريس مور على موقع إن إن دي بي (الإنجليزية)